# Santa Rosa de Guadalupe
Santa Rosa de Guadalupe är en ort i kommunen El Oro i delstaten Mexiko i Mexiko. Samhället hade 471 invånare vid folkräkningen år 2020.